# 프리드리히 파울루스
프리드리히 빌헬름 에른스트 파울루스(독일어: Friedrich Wilhelm Ernst Paulus , 1890년 9월 23일 - 1957년 2월 1일)는 제2차 세계대전에 활약한 독일의 군인이다.
중류층의 가정에서 태어난 그는 제1차세계대전에서 종군했고. 종전 후에도 군에 남아 주로 참모로 일했다. 제2차대전이 개시되자 참모본부에서 참모차장으로 일하면서 독일군의 각종 작전을 입안했고, 바르바로사 작전 이후 발터 폰 라이헤나우 지휘의 제6군의 참모장으로 일했다. 라이헤나우가 남방집단군 최고사령관이 되자(그러나 그 직후 사망한다), 그의 뒤를 이어 제6군의 사령관이 되었고, 이는 그가 최초이자 최후로 맡은 야전부대의 지휘관이었다. 1942년 여름의 청색 작전에서 스텝 평원을 지나 소련군을 격파하고 볼가강 유역의 스탈린그라드까지 도달했다.
스탈린그라드 전투에서 소련군의 완강한 저항으로 시가전을 벌이던 중 천왕성 작전, 고리 작전 등에 의하여 소련군에 역포위되어 2개월간 그야말로 극한의 상황속에서 처절하게 저항하였으나 제 6군을 구원하기 위하여 만슈타인이 계획한 겨울 폭풍 작전이 결국 실패로 돌아가버리고 이후 소련군의 소토성 작전에 의한 대대적인 공세에 밀려 결국 항복하였다. 항복하기 직전 히틀러에 의해 원수로 승진하였다. 이는 자살하라는 무언의 암시였다(독일의 원수가 항복한 전례는 그때까지 없었음). 후에 비겁하게 포로가 되느니 자결해야 했다는 히틀러의 말을 전해듣고, 그는 “보헤미아의 상병(아돌프 히틀러의 최종 군계급이 상병이었다)을 위해서 죽을 수는 없지.”라고 응수했다고 한다.
항복 후 소련에서 포로 생활을 하다 1944년 7월 20일 히틀러 암살 미수 사건(7월 20일 음모)이 터지자 소련이 지원하는 자유 독일 국민위원회의 회장이 되어 소련군의 선무 활동에 앞장섰다. 전후 뉘른베르크 전범재판에서 증인으로 활동했다. 1953년 포로 생활에서 석방된 이후 동독의 드레스덴에서 살다가 1957년 사망했다. 이 시기 경찰로 일했던 것으로 잘못 알려지기도 했으나, 실제로는 민간인 신분으로 동독 군사역사연구소장으로 일했다.

## 같이 보기
- 이오시프 스탈린
- 안드레이 예료멘코
- 바실리 추이코프

| 전임 야전원수 발터 폰 라이헤나우 | 제2대 제6군 사령관 1941년 12월 30일 - 1943년 2월 3일 | 후임 상급대장 카를아돌프 홀리트 |